# 愛丁堡數學學會
愛丁堡數學學會（Edinburgh Mathematical Society）是蘇格蘭主要的數學組織。
此學會在1883年由一群愛丁堡教師與學者創立，它組織並資助全蘇格蘭的數學會議與其它研究活動。它也出版一份學術期刊Proceedings of the Edinburgh Mathematical Society，並每隔四年頒發一次Edmund Whittaker爵士紀念獎（Sir Edmund Whittaker Memorial Prize）給與蘇格蘭有關的傑出數學家。

## 外部連結
- The Edinburgh Mathematical Society
- 愛丁堡數學學會簡史